# FC Bagtyyarlyk-Lebap
El FC Bagtyyarlyk-Lebap es un equipo de fútbol de Turkmenistán que milita en la Primera División de Turkmenistán, la segunda liga de fútbol más importante del país.

## Historia
Fue fundado en el año 1992 en la ciudad de Türkmenabat con el nombre Lebap Chardzhou, siendo uno de los equipos fundadores de la liga desde la separación de Turkmenistán de la Unión Soviética. Han cambiado de nombre varias veces, las cuales han sido:
- 1992/96 - Lebap Chardzhou
- 1996/97 - Lebap Eskavatorshik
- 1997/2002 - Jayhun
- 2002/2008 - Garagum
- 2008/Hoy - Bagtyyarlyk-Lebap

En el año 2003 tras ganar la temporada anterior el título de copa, fue suspendido por no presentarse a algunos partidos, con lo que todos los partidos de la segunda vuelta fueron marcados como derrotas. Entre las temporadas 2003 y 2007 el club estuvo inactivo por problemas financieros, hasta su retorno en el 2008 con su nombre actual.

## Palmarés
- Copa de Turkmenistán: 1

2002